# フリート・タウンFC
フリート・タウン・フットボールクラブ（Fleet Town Football Club）はイングランド、ハンプシャー、ハート市内、フリートを本拠地とするサッカークラブチームである。2017-2018シーズンはサザンフットボールリーグ・ディヴィジョン1・セントラル（8部相当）に所属。

## 歴史
1890年にフリートFCとして創設された。同年、現在の名称に変更した。

## クラブ各種記録
最多観客動員数
- 1,336人 AFCウィンブルドン 2005.1.8

一試合最多得点勝利試合
- 15-0 vs ピーターズ・ユナイテッド 1994.12.26

一試合最多失点敗戦試合
- 0-7 vs バーシュリー 2004.4.12

## 名称変更
- 1890 フリートFC
- 1890-現在 フリート・タウンFC

## タイトル

### 国内タイトル
- なし

### 国際タイトル
- なし